# Мото-спорт
Мото-спорт је група спортова који подразумевају употребу моторних возила, односно возила на моторни погон. На Олимпијским играма 1900. године у Паризу једно од демонстрационих такмичења је одржано управо у мото-спорту.
Мото-спорт укључује све облике мото-трка као и мото-спортове који нису искључиво тркачки.

## Мото-трка
Мото-трка је део групе мото-спортова у коме се учесници међусобно такмиче.
Врсте мото-трка су трке аутомобила, трке мотоцикала, трке камиона, трке лаких авиона, трке моторних чамаца, трке сноумобила и трке косилица за траву.

## Не-тркачки мото-спортови
Поред мото-трка постоје многи други облици мото-спортова који не укључују тркање. Ту спадају такмичења у вештини на мотоциклу, мото-крос слободним стилом, дрифт и вуча терета тракторима или камионима.